# Karel Kovařovic
Karel Kovařovic (Praag, 9 december 1862- Praag, 6 december 1920) was een Tsjechisch componist, muziekpedagoog en dirigent. Hij was een zoon van František Pavel Kovařovic. Voor bepaalde werken gebruikte hij de pseudoniemen: Karl Kovaric, Charles Biset, Charles Forgeron, Charles Marechal, Charles Forgeron-Marechal, Josef Heral, Zamrzla.

## Levensloop
Karel Kovařovic had een gedegen opleiding aan het conservatorium van Praag genoten en was zowel praktisch als theoretisch geschoold als klarinettist, harpist en pianist. Verder studeerde hij compositieleer bij Zdeněk Fibich en volgde terzelfder tijd zanglessen. Na afgestudeerd te zijn speelde hij als harpist in vele orkesten, bijvoorbeeld van 1879 tot 1885 in het orkest van het Nationaal Theater (Tsjechisch: Národní divadlo).
Vanaf 1880 begon hij zich te ontplooien als dirigent en ging hij zich tevens bezighouden met het componeren van opera's en balletten. Van 1885 tot 1888 was hij kapelmeester van de orkesten aan het theater in Brno (Česka divadlo) en Pilsen. Vanwege zijn ervaring werd hij veel gevraagd als begeleider van virtuozen als František Ondřiček en L. Stropnický bij hun concertreizen van 1886 tot 1888 (onder anderen door Polen en Rusland). In 1890 werd hij docent aan een privé zangschool in Praag en aldaar in 1898 directeur. Van 1900 tot 1920 was hij dirigent aan het Nationaal Theater (Národní divadlo) in Praag. In deze functie heeft hij zich vooral voor de muziek van Bedřich Smetana en Antonín Dvořák ingezet.

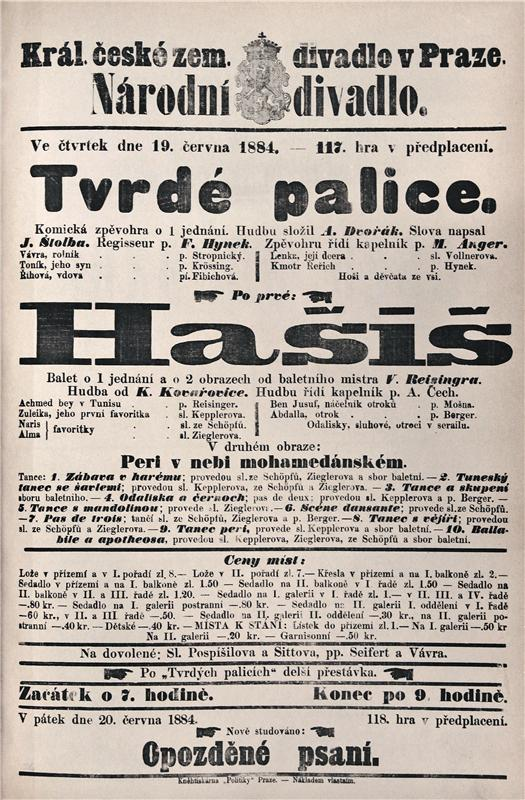
Affiche over de première van het ballet Hašiš

Zijn eerste opera Ženichové ging in première in 1884 in het toen pasgeopende Nationale Theater (Tsjechisch: Národní Divadlo) van Praag. Een van de muziekrecensenten toen, die de muziekrecensies voor de kranten van Brno schreef was een zekere Leoš Janáček wiens kritiek niet erg lovend was, iets wat Janáček later zou opbreken, toen hij zijn werk de opera Jenůfa in 1904 aanbood bij de directeur van de opera-afdeling van het Nationale Theater in Praag, Karel Kovařovic. Met de beoordeling te "licht" voor het Nationale Theater ging Janáčeks Jenůfa uiteindelijk, noodgedwongen, toch op 21 januari 1904 in Brno in première.
In 1898 ging Kovařovic' vierde opera Psohlavci, ook in het Nationale Theater in Praag, in première. Dit werd een daverend succes, mede waardoor hij in 1900 aangesteld werd als directeur van de opera-afdeling van het Nationale Theater in Praag. Een positie die hij zou bekleden tot aan zijn dood in 1920. In 1916 erkende hij zijn fout Jenůfa geweigerd te hebben en ging Janáčeks werk alsnog in première in het Nationale Theater in Praag, maar niet, voordat hij het grondig "verbeterd" had en er zijn eigen productie van gemaakt had.

## Composities

### Werken voor orkest
- 1880 Předehra veseloherní (Komieke ouverture)
- 1883 Unos Persefony (De roof van Persephone), symfonisch gedicht
- 1887 Concert in f mineur, voor piano en orkest, op. 6[1]
- 1892 Předehra dramatická (Dramatische ouverture)
- 1900 Fantasie uit de opera "Prodaná nevěsta (De Verkochte Bruid)" van Bedřich Smetana
- Deux suites de ballet, voor orkest
- Gavotta, voor viool en strijkorkest, op. 4
- Havířská polka (Mijnwerkers polka)
- Valčík (Wals), voor kamerorkest

### Werken voor harmonieorkest
- 1911 Lustspiel Ouverture
- 1914 Vzpominky
- Havířská polka

### Muziektheater

#### Opera's
| Voltooid in | titel                                                                           | aktes                 | première                                                            | libretto                                                        |
| ----------- | ------------------------------------------------------------------------------- | --------------------- | ------------------------------------------------------------------- | --------------------------------------------------------------- |
| 1882-1883   | Ženichové (De bruidegommen)                                                     | 3 bedrijven           | 13 mei 1884, Praag, Nationaal Theater (Tsjechisch: Národní divadlo) | Antonín Koukl, naar Simeon Karel Macháček                       |
| 1885        | Cesta oknem (De weg door het venster), op. 4; oorspronkelijke titel: Frasquitta | 1 akte                | 11 februari 1886, Praag, Nationaal Theater (Národní divadlo)        | Emanuel František Züngel, naar Eugène Scribe en Gustave Lemoine |
| 1890-1891   | Noc Šimona a Judy (De nacht van Simon en Judas)                                 | 3 bedrijven           | 5 november 1892, Praag, Nationaal Theater (Národní divadlo)         | Karel Šípek naar Pedro Antonio de Alarcón                       |
| 1895-1897   | Psohlavci (De hondskoppen)                                                      | 3 bedrijven, 6 scènes | 24 april 1898, Praag, Nationaal Theater (Národní divadlo)           | Karel Šípek naar Alois Jirásek                                  |
| 1898-1901   | Na Starém bělidle (Op de oude bleke/Het oude washuis)                           | 4 scènes              | 22 november 1901, Praag, Nationaal Theater (Národní divadlo)        | Karel Šípek naar Božena Němcová                                 |

#### Operette
| Voltooid in | titel                      | aktes | première        | libretto                                |
| ----------- | -------------------------- | ----- | --------------- | --------------------------------------- |
| 1891        | Edip král (Koning Oedipus) |       | niet uitgevoerd | August Vojtech Nevšímal, naar Sophocles |

#### Balletten
| Voltooid in | titel                                                             | aktes             | première                                                 | libretto        | choreografie     |
| ----------- | ----------------------------------------------------------------- | ----------------- | -------------------------------------------------------- | --------------- | ---------------- |
| 1884        | Hašiš                                                             | 1 akte, 2 scenes  | 20 juni 1884, Praag, Nationaal Theater (Národní divadlo) |                 | Václav Reisingra |
| 1889        | Pohádka o nale zeném štestí (Het sprookje van het gevonden geluk) | 3 aktes, 7 scenes | 8 april 1889, Praag, Nationaal Theater (Národní divadlo) | Augustin Berger |                  |
| 1889        | Královničky (De kleine koninginnen)                               |                   |                                                          |                 |                  |
| 1889        | Sedm havrani                                                      |                   |                                                          |                 |                  |
| 1909        | Na Záletech (Op de testvlucht)                                    | 10 scènes         | 1909, Praag                                              |                 | A. Viscusi       |

#### Toneelmuziek
- 1918 Loutkářův sirotek, melodrama - tekst: Svatopluk Čech "Ve stinu lipy"
- Zlatý kolovrat, melodrama - tekst: Karl Jaromír Erben

### Vocale muziek

#### Werken voor koor
- 1890 Královničky; staré obřadné tance moravské se zpěvy, voor vrouwenkoor (SSAA) en piano (of harmonium)

#### Liederen
- 1880 Osmero písní, voor sopraan en piano, op. 1
- 1885 Tři žertovné písně (3 grappige liederen), voor zangstem en piano
- 1887 Jarní květy (Lentebloemen), vijf liederen voor sopraan en piano, op. 7
- 1892-1893 Vier liederen, voor zangstem en piano, op. 18
  1. Der Abendstern - tekst: August Heinrich Hoffmann von Fallersleben
  2. Gottes Nähe
  3. Frühlings Mahnung - tekst: August Heinrich Hoffmann von Fallersleben
  4. Im Arm der Liebe schlummre ein - tekst: Georg Scheurlin
- 1897-1898 Dvě písně (Twee liederen), voor sopraan (of tenor) en piano
- 1915 Slovácká píseň, voor hoge zangstem en piano - tekst: Ema Destinnová
- 1919 Svítání, lied voor zangstem en groot orkest - tekst: Vojtěch Martínek - ook in een versie voor zangstem en piano

### Kamermuziek
- 1885 Strijkkwartet nr. 1
- 1887 Strijkkwartet nr. 2
- 1889 Strijkkwartet nr. 3
- Romance, voor viool en piano, op. 2

### Werken voor piano
- 1885 Co ti to napadá, polka
- 1910 Deux valses,
- 1910 Polka
- 1910 Deux mazurkas
- Čtverylka, quadrille
- Národní tance
  1. Pasačka
  2. Starodávný
  3. Holuběnka
- Naše vlast, fantasie